# Ascalaphus hyalinus
Ascalaphus hyalinus is een insect uit de familie van de vlinderhaften (Ascalaphidae), die tot de orde netvleugeligen (Neuroptera) behoort. 
Ascalaphus hyalinus is voor het eerst wetenschappelijk beschreven door Navás in 1921.